# Sherri Turner
Pour les articles homonymes, voir Turner.
Sherri Turner , née le 4 octobre 1956 à Greenville (États-Unis), est une golfeuse professionnelle américaine.
Elle y est l'une des meilleures golfeuses du circuit dans les années 1980 et 1990 remportant un tournoi majeur - le Championnat de la LPGA en 1988. Elle compte au total six victoires professionnelles dont trois sur le circuit LPGA. Elle en remporte le classement des gains lors de l'édition 1988

## Palmarès

### Victoires professionnelles
| N° | Date       | Circuit principal | Tournoi                | Score           | Par | Marge  | Finaliste  |
| -- | ---------- | ----------------- | ---------------------- | --------------- | --- | ------ | ---------- |
|    | 22/05/1988 | LPGA              | Championnat de la LPGA | 70-71-73-67=281 | - 7 | 1 coup | Amy Alcott |